# Mistrzostwa Polski w Judo 1964
8. edycja Mistrzostw Polski w judo odbyła się w 1964 roku w Gdańsku.

## Medaliści  mistrzostw Polski

### mężczyźni
| Konkurencja: | Złoto:                           | Srebro:                   | Brąz:                              |
| -68 kg       | Stanisław Tokarski               | Jan Okrój Wybrzeże Gdańsk | Czesław Łaksa Wisła Kraków         |
| -80 kg       | Ryszard Zieniawa Wybrzeże Gdańsk | Sławomir Bobrowski        | Antoni Peziński                    |
| +80 kg       | Tadeusz Czubryj                  | Zbigniew Werkowicz        | Piotr Ołoszczyński TS Wisła Kraków |
| open         | Stanisław Tokarski               | Michał Dzierzbicki        | Jacek Jaworski                     |